# Nävekvarns bruk

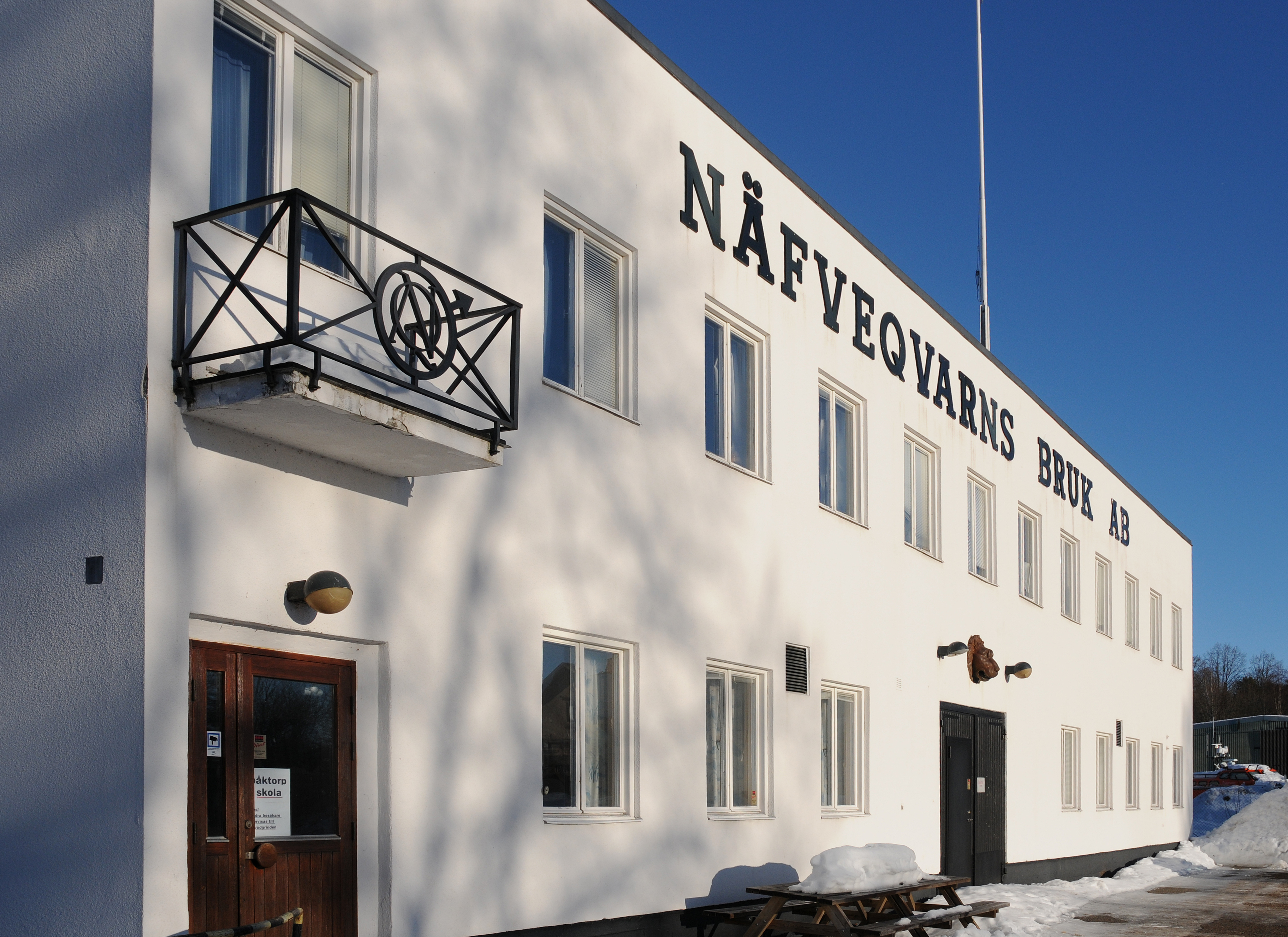
Kontorsbyggnaden.

Näfveqvarns bruk var ett järnbruk som anlades under 1600-talet i Nävekvarn i Södermanlands län. Den första masugnen byggdes 1623 av Hubert de Besche d.ä. och Gillis de Besche d.ä.
Till att börja med bestod tillverkningen främst av kanoner. Behovet var stort, bland annat på grund av det 30-åriga kriget, vilket innebar att bruket utvecklades snabbt. Från mitten av 1800-talet är de mest kända produkterna gjutjärnsspisar och konstgjutgods i gjutjärn, bland annat Bergslagsurnan. Bruket lades ner 2010.
Näfveqvarn blev i början av 1920-talet ett av Sveriges främsta designföretag. Företagets konstnärliga ledare inledde samarbete med konstnärer och arkitekter som till exempel Folke Bensow, Gunnar Asplund och Carl Hörvik som formgav bland annat bänkar, bord, tobaksburkar, fontäner och urnor av gjutjärn. Utöver denna typ av föremål tillverkade bruket skulpturer och arkitektoniska utsmyckningar som än idag finns på flera byggnader som uppfördes under 1920-talet. Ett exempel är fontänen Järntorgsbrunnen på Järntorget i Göteborg.
År 1917 visades Venusurnan formgiven av skulptören Ivar Johnsson på Hemutställningen på Liljevalchs Konsthall i Stockholm. År 1919 började arkitekterna Folke Bensow och Uno Åhrén formge föremål för bruket. Åren därpå knöt bruket ytterligare kontakter med arkitekterna Ture Rydberg, Sven Markelius och skulptörerna Carl Elmberg, Eric Grate och Anna Petrus.
Under 1920-talet uppmärksammades Näfveqvarns formgivning internationellt. Produkterna visades upp på utställningar som jubileumsutställningen i Göteborg 1923, världsutställningen i Paris 1925 samt konstindustriutställningen i New York 1927 och Stockholmsutställningen 1930. 
Ett av praktföremålen som företaget tillverkade var Bergslagsurnan formgiven av Eric Grate. En av urnorna som tillverkades finns att beskåda på Nationalmuseum i Stockholm.
Näfveqvarn bruks satsning på design lönade sig inte ekonomiskt och inriktningen på formgivning avtog med tiden och övergick till  produktion för industrin.

## Historik

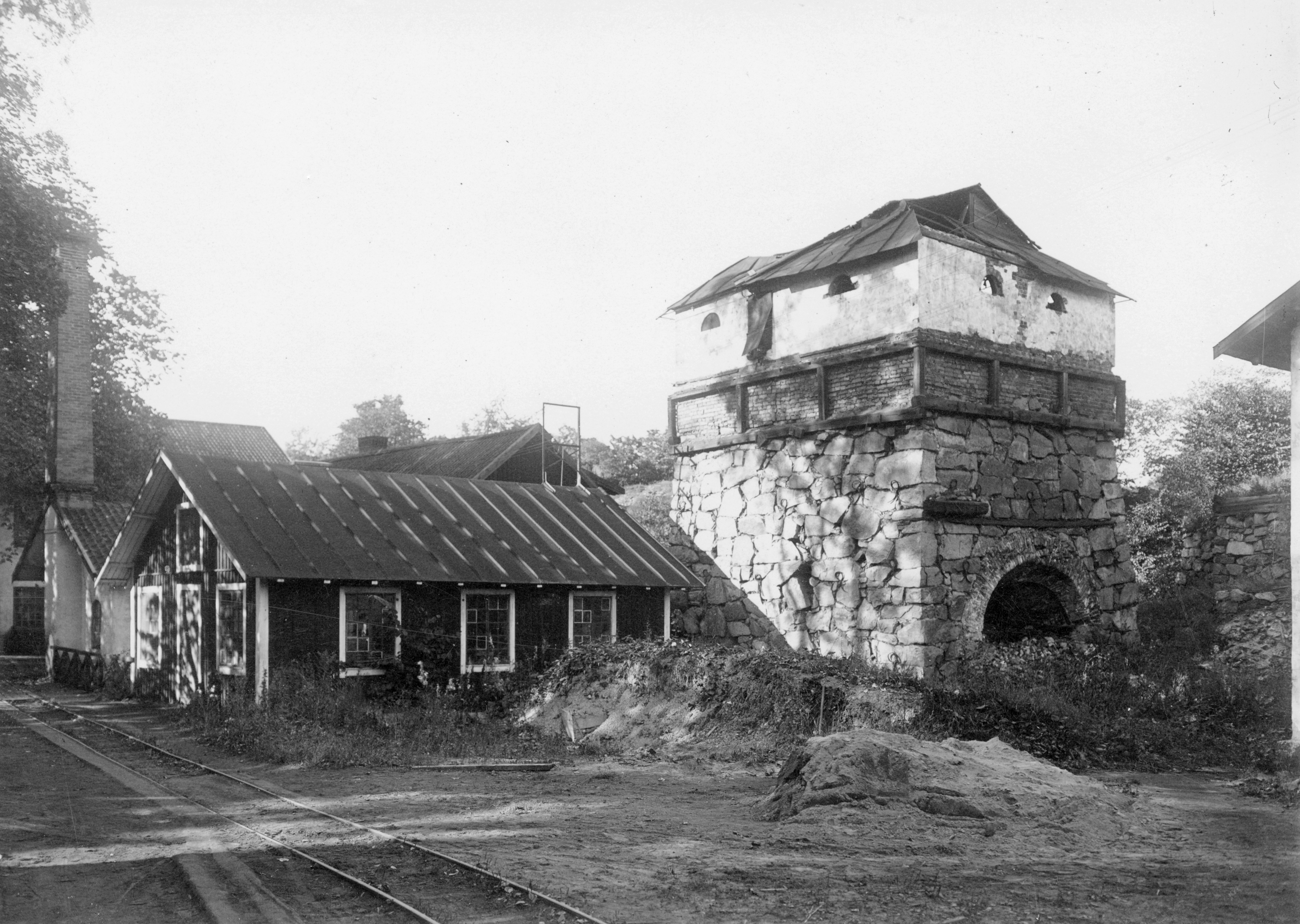
Gamla masugnen 1922, nedblåst 1895.

- 1623 Hubert de Besche d.ä. och Gillis de Besche d.ä. startar företaget.
- 1719 Bruket bränns ned av ryssarna och återuppbyggs 1723.
- 1806 Familjen Sederholm blir ny ägare och äger företaget till 1963.
- 1850 Första kupolugnen installeras. Vid sekelskiftet tillverkades järnspisar, kaminer, kokkärl, tröskverk och plogar.
- 1925 Bruket får utmärkelse vid världsutställningen i Paris.
- 1934 Gjuteriet brinner ned, men återuppbyggs under pågående produktion.
- 1963 ASEA blir ny ägare. Tre metallgjuterier, Ludvika-Härnösand-Västerås, flyttas till Nävekvarn som ställs om till metallgjuteri.
- 1964 Tillverkningen av järn upphör 6 juni.
- 1969 Produktion av rödgods och mässing övertas från Nordiska armaturfabrikerna (NAF).
- 1984 Verksamheten koncentreras till gjutning och bearbetning av aluminium.
- 1991 Tillverkning av gjutgods i magnesium flyttas från Wedaverken till Nävekvarn.
- 2010 Nävekvarns bruk läggs ner.[1]

## Bilder

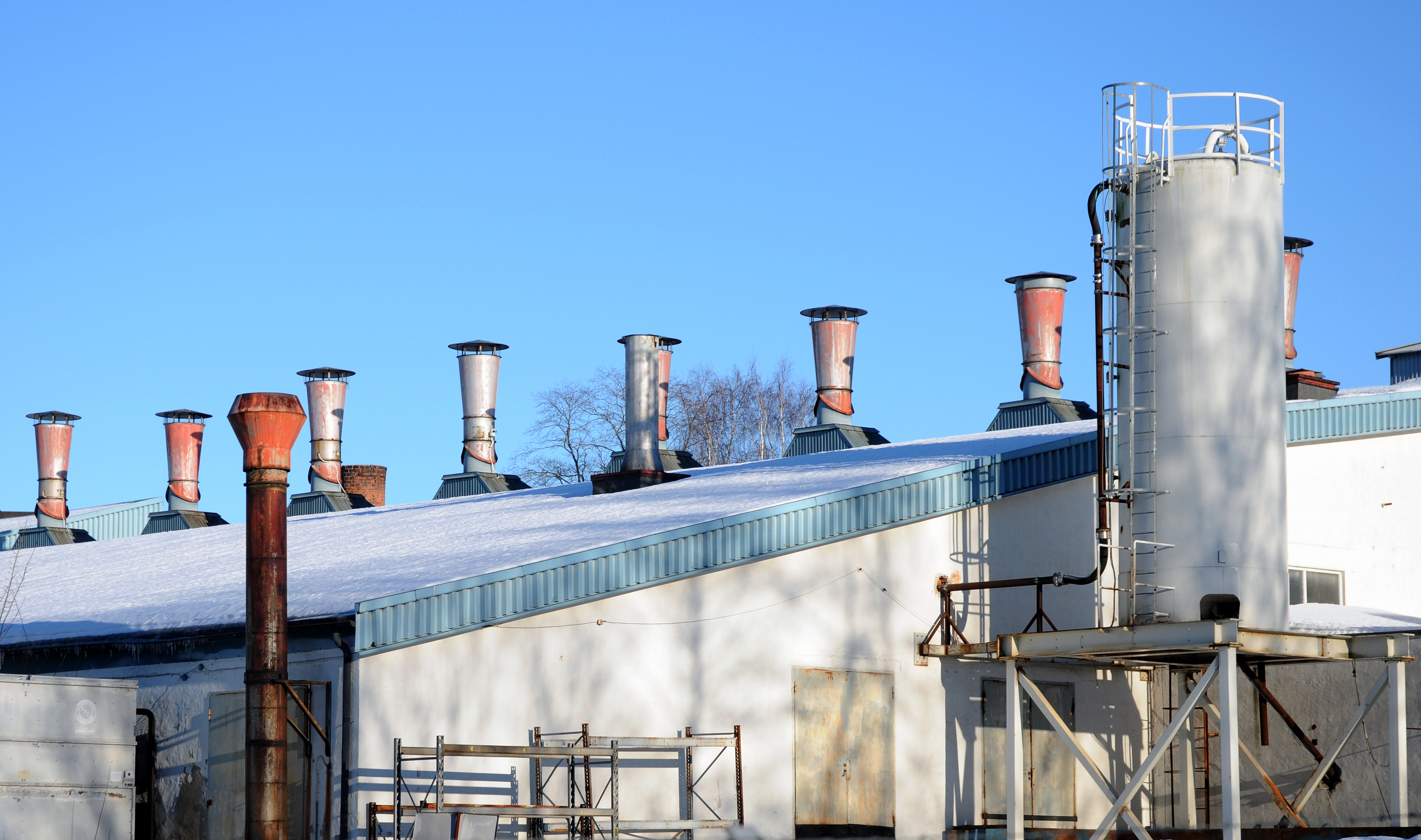
Del av produktionsanläggningen.
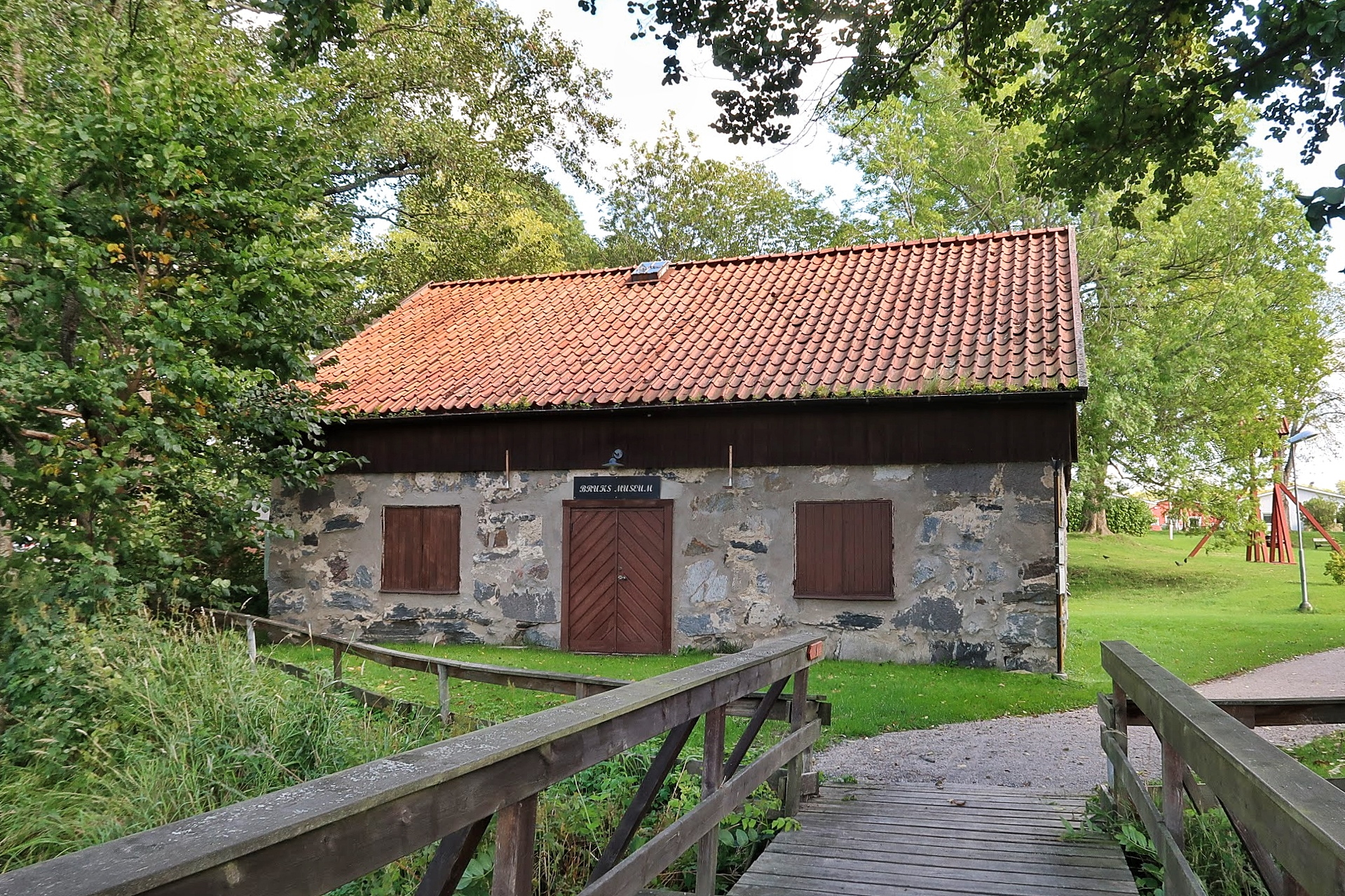
Nävekvarns bruksmuseum.
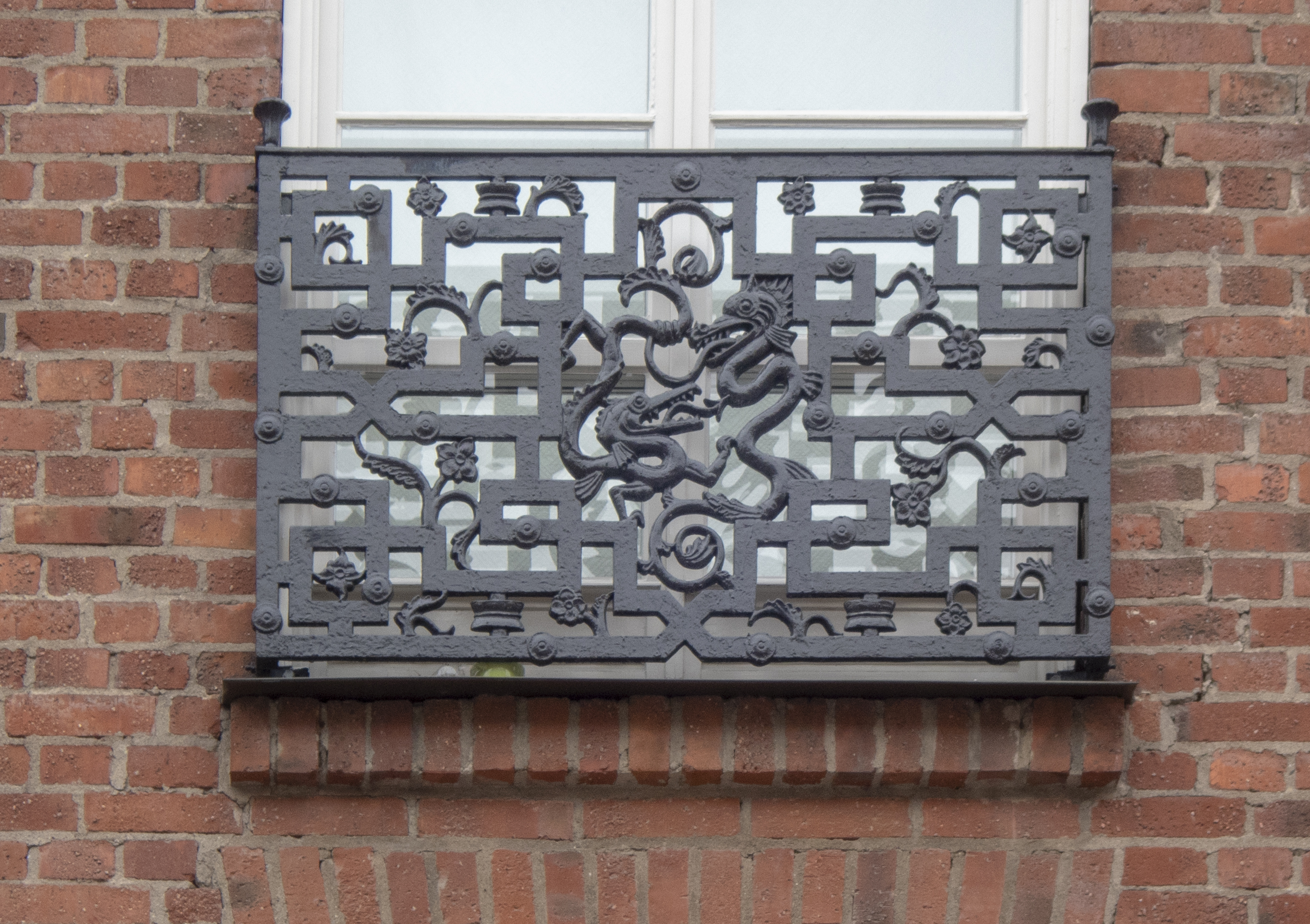
Balkongräcke formgivet av Harald Wadsjö.
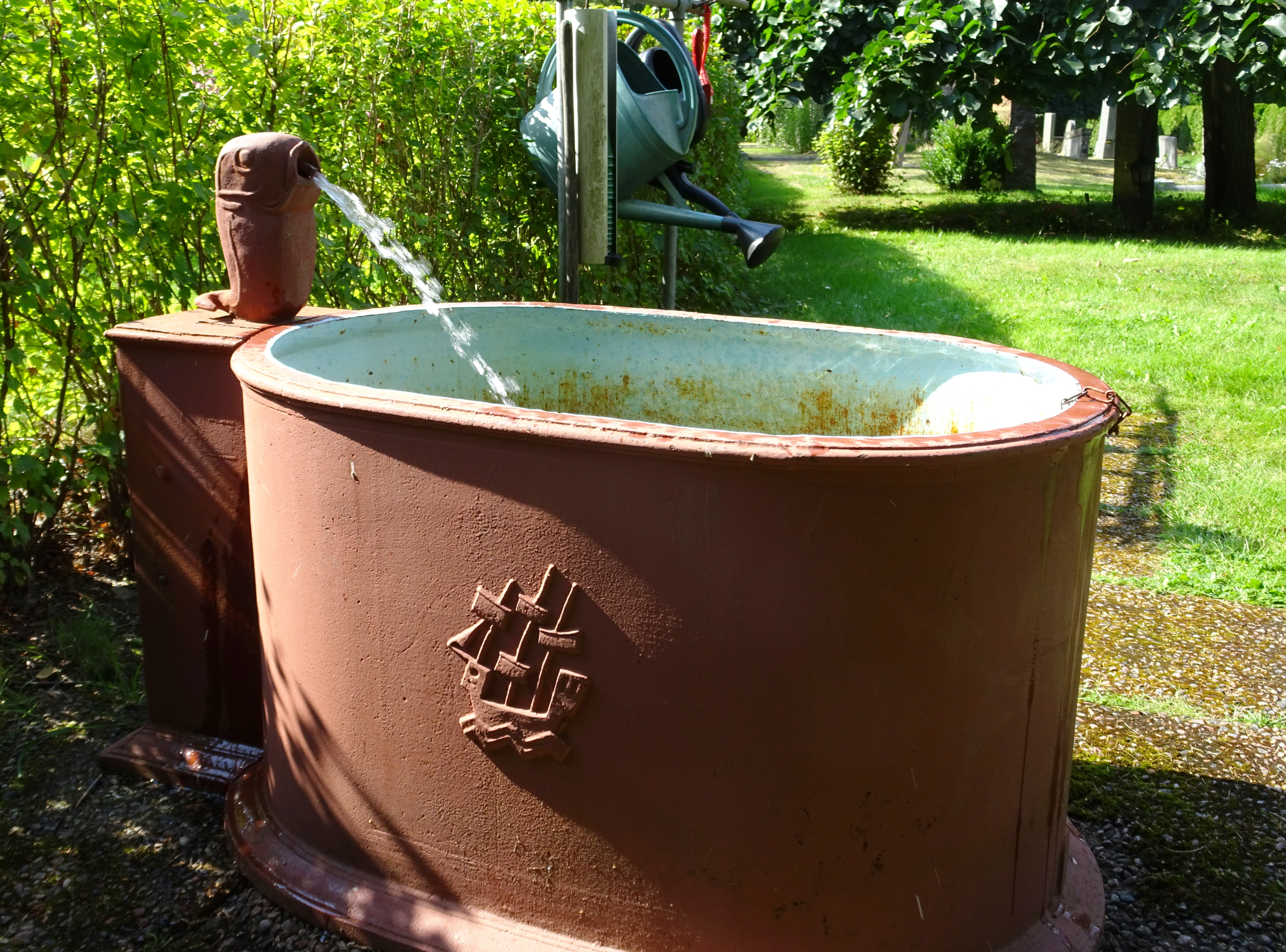
"Delfinkaret" formgiven av Peder Clason.
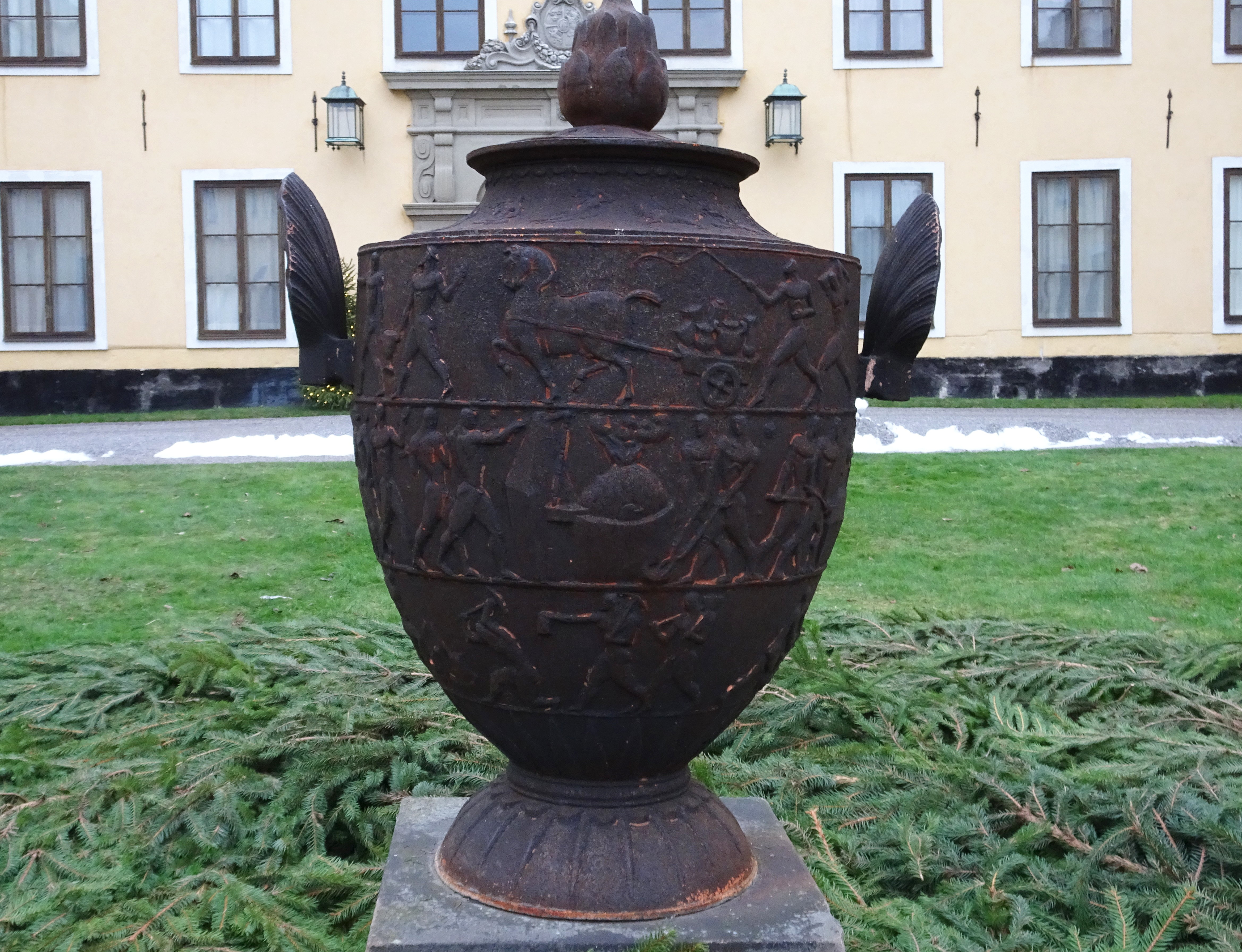
Bergslagsurnan formgiven av Eric Grate.